# Little Cross

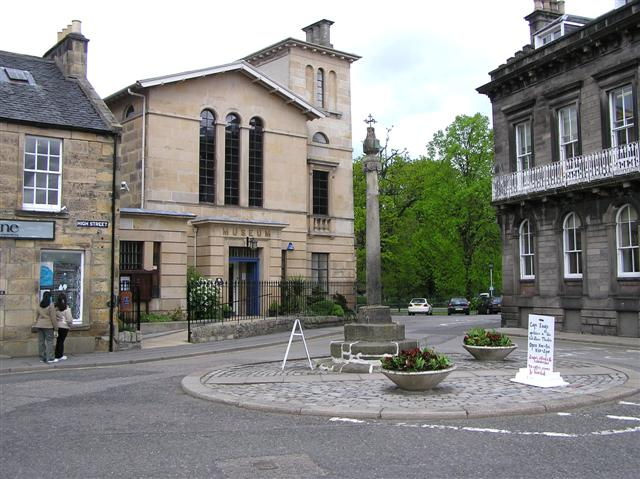
Little Cross

Das Little Cross ist ein Marktkreuz in der schottischen Kleinstadt Elgin in der Council Area Moray. 1971 wurde das Bauwerk in die schottischen Denkmallisten in der höchsten Denkmalkategorie A aufgenommen. Eine zusätzliche Einstufung als Scheduled Monument wurde 2016 aufgehoben. Es ist nicht zu verwechseln mit dem Muckle Cross.

## Geschichte
Das Muckle Cross nahe der St Giles Church wurde vermutlich zu Zeiten Karl I. (erste Hälfte des 17. Jahrhunderts) errichtet. Älter ist hingegen das Little Cross, das sich seit 1402 am Standort befindet. Das durch Alexander Macdonald errichtete Kreuz markierte auch die Grenze des Bischofssitzes Elgin Cathedral. Das Little Cross weist die Datumsangabe 1733 auf. Man geht davon aus, dass in diesem Jahr das Kreuz am selben Standort vollkommen neu aufgebaut wurde und keine spätmittelalterlichen Fragmente enthält. 1867 wurde das Little Cross restauriert. Die aufsitzende Sonnenuhr wurde im Jahre 1941 durch eine Replik ersetzt. Das Original befindet sich im Elgin Museum.

## Beschreibung
Das Little Cross steht an der Zusammenführung von North College Street und South College Street zur High Street gegenüber dem Elgin Museum und östlich des Zentrums von Elgin. Das Marktkreuz ruht auf einer sich vierstufig verjüngenden, runden Basis. Es besteht aus einem Säulenschaft mit ionischen Kapitellen. Darauf sitzt ein kubusförmiger Kopf mit vier Sonnenuhren. Oberhalb der Uhren sind Figuren skulpturiert, die vermutlich den Heiligen Ägidius sowie Maria mit Kind zeigen.